# زاگاچیه (استان لهستان کوچک‌تر)
زاگاچیه (به لهستانی:  Zagacie) یک روستا در لهستان است که در گمینا چرنگخوو (استان لهستان کوچک‌تر) واقع شده‌است. زاگاچیه ۷۲۱ نفر جمعیت دارد.